# 姚儁
姚儁（？—？），中国后秦、西秦政治人物。

## 人物生平
姚儁原为后秦扶风郡太守。417年，姚恢之乱，姚儁因惧怕而投降姚恢。后秦灭亡后，随侄子秦州牧姚艾归降西秦。叛变，投降了北凉沮渠蒙逊，沮渠蒙逊出兵迎接。姚儁对他的部众说：“秦王乞伏炽磐宽厚仁爱有雅量，我们可以安心留下来事奉他，为什么要跟随沮渠蒙逊西迁？”部众都认为有理，就联合起来驱逐了姚艾，推举姚儁为首领，又归附了西秦。西秦王乞伏炽磐委任姚儁为侍中、中书监，赐封陇西公。